# 절대미각 식탐정
《절대미각 식탐정》(일본어: 喰いタン)은 데라사와 다이스케가 그린 일본의 만화이다. 고단샤의 만화잡지 이브닝 2002년 6월호부터 2009년 15호까지 연재되었다. 단행본은 전16권이며 한국에서는 학산문화사를 통해 라이선스판이 발간되었다. 2006년과 2007년에 히가시야마 노리유키 주연으로 두 차례에 걸쳐 드라마로 제작되었지만 등장 인물 및 에피소드가 대부분 드라마 오리지널 설정이라 원작과는 차이가 있다.

## 등장인물
- 다카노 세이야

역사소설가 겸 탐정. 음식 앞에선 그냥 지나치지 못하는 미식가이자 대식가이다.
- 이즈미 교코

다카노의 비서이자 조수로 음식에 대해 비상식적인 집착을 보이는 다카노를 말리거나 지적하는 역할이다.
- 오가타

다카노의 대학 후배로 경시청의 엘리트 경부. 곧잘 다카노에게 사건의 의뢰를 한다.
- 오오타와라 이와오

다카노의 아버지의 친구로, 어려서 부모를 잃은 다카노의 후견인이다.
- 사에구사 부인

다카노의 어머니의 지인으로 사람들을 모아 파티를 여는 것을 좋아하는 대부호이다.
- 다카무라 코지

유명한 추리작가로, 증조부 대부터 탐정을 해 온 집안 출신이다. 다카노를 라이벌로 여기고 있다.
- 오구리 토모오

다카노의 대학 선배이자 르포라이터.
- 시라키 카요

케이크 <PETIT FAUNE>의 여주인. 이 작품 제1화 사건의 범인으로 복역을 마치고 출소했다.
- 테라다

잡지 <역사의 군상>의 편집자로 다카노의 담당이다. 마감을 잘 지키지 않는 다카노 때문에 애를 먹고 있다.
- 다케다

고단샤의 신입 편집자. 다카노의 담당이다.